# Molophilus (Molophilus) turritus
Molophilus (Molophilus) turritus is een tweevleugelige uit de familie steltmuggen (Limoniidae). De soort komt voor in het Australaziatisch gebied.